# استفتاء سان مارينو للإجهاض 2021

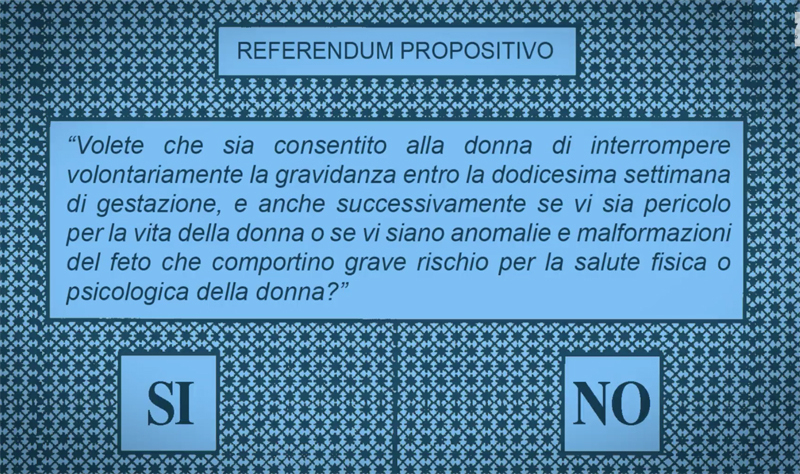
ورقة اقتراع استفتاء سان مارينو 2021

استفتاء سان مارينو للإجهاض 2021 استفتاء عُقد في سان مارينو في 26 سبتمبر 2021. كانت النتيجة تصويتًا ساحقًا لصالح إجازة القانون.

## خلفية
تم حظر الإجهاض تحت أي ظرف من الظروف في القانون السامرينيزي (المادتان 153 و154 من القانون الجنائي)، مما يجعلها واحدة من أربع دول أوروبية إلى جانب مالطا وأندورا ومدينة الفاتيكان حيث توجد قوانين مماثلة. الإجهاض في حالات تعريض حياة الأم للخطر مسموح به بحكم الأمر الواقع لضرورة طبية، على الرغم من عدم ذكر هذا الاستثناء صراحة في التشريع. كانت عقوبة مخالفة القانون هي السجن من ثلاث إلى خمس سنوات.
تم نشر سؤال الاستفتاء في 15 مارس 2021 بعد أن جمعت حركة ريتي والاتحاد النسائي في سان مارينو ما يكفي من التوقيعات (ما يعادل 3٪ من الناخبين المسجلين) بموجب القانون الذي يسمح بإجراء استفتاءات عام 1994. قبل الاستفتاء كانت آخر محاولة لإضفاء الشرعية على الإجهاض بشكل ما في عام 1974، ولكن تم رفضها.

## النتائج
أقر الاستفتاء الإجهاض للنساء حتى الأسبوع الثاني عشر من الحمل، وكذلك إذا كان هناك «تشوهات في الجنين تشكل خطراً جسيماً على الصحة الجسدية أو النفسية للمرأة» (بدون حد زمني)، وبذلك نقض قانونًا يرجع تاريخه إلى عام 1865.
رمزيًا في الغالب، نظرًا لأن أولئك الذين يسعون للإجهاض يمكن أن يذهبوا إلى إيطاليا المجاورة (حيث الإجهاض قانوني منذ عام 1978)، فقد مر الاستفتاء على الرغم من معارضة الكنيسة الكاثوليكية بشدة، حيث أعرب أسقف سان مارينو أندريا تورازي عن أن الكنيسة «كانت حتمًا» ضد الاقتراح. كانت نسبة المشاركة 41.1٪، وهي نسبة أقل قليلاً من استفتاء 2019 الذي عدل قوانين الانتخابات ومكافحة التمييز.
مع تمرير الاستفتاء، يُطلب من برلمان سان مارينو إصدار قوانين لسن نتائجه. كانت سان مارينو واحدة من آخر الدول الأوروبية (إلى جانب أندورا ومالطا حيث لا يزال غير قانوني) التي تم فيها تجريم الإجهاض، وبالتالي انضمت إلى دول كاثوليكية أوروبية أخرى مثل أيرلندا (تم تشريعها بعد استفتاء عام 2018) في السماح بالإجراء.